# NGC 511
NGC 511 je galaksija u zviježđu Ribe.

## Vanjske poveznice
- SEDS: NGC 0511